# Казах (газета)
Казах (каз. قازاق, Қазақ) — общественно-политическая и литературная газета, публиковавшаяся в период между 1913 и 1918 гг.

## Логотип
В качестве символа газета использовала изображение юрты — один из символов казахского народа. Шанырак этой юрты был открыт с западной стороны, а на дверях было написано «قازاق» (Казах). По словам представителей казахской интеллигенции, это означало желание, чтобы «у казахов получило распространение европейская наука и искусство; чтобы газета „Казах“ стала для казахского народа окном в культуру, и, одновременно, охранителем (от вреда) чужих».

## История

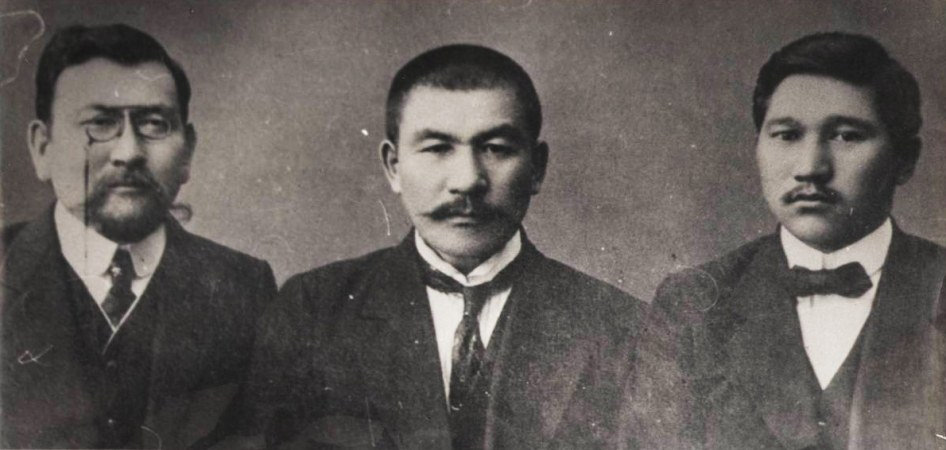
Основатели газеты «Казах» (слева направо) Ахмет Байтурсынов, Алихан Букейханов и Миржакип Дулатов в день выпуска первого номера газеты. Оренбург, 2 февраля 1913 года.

Газета основана Ахметом Байтурсыновым, Алиханом Букейхановым и Миржакипом Дулатовым. Первый номер вышел 2 февраля 1913 года в Троицке. До 1915 года газета выходила раз в неделю, после — два раза в неделю. Издатель — товарищество «Азамат» («Гражданин»). Во главе тех, кто помогал газете финансово, стоял Мустафа Шокай. Всего было выпущено 265 номеров этой газеты. В 1914 году у газеты было 3007 подписчиков.
В газете публиковались статьи таких выдающихся казахских общественных деятелей, как Мустафа Шокай, Шакарим Кудайбердиев, Мухамеджан Тынышпаев, Гумар Караш, Раимжан Марсеков, Жумагали Тлеулин, Габдолгазиз Мусагалиев, Магжан Жумабаев, Кайретдин Болганбаев, Халел Габбасов, Жакып Акпаев, Жанша Сейдалин, Султанмахмут Торайгыров, Ахмет Маметов, Сабит Донентаев, Халел Досмухамедов и др.
На страницах газеты публиковались в том числе переводы на казахский язык сочинений русских писателей: Л. Н. Толстого, А. П. Чехова, М. Ю. Лермонтова, В. Г. Короленко, И. А. Крылова.
При газете существовал благотворительный фонд помощи казахским студентам.
В марте 1918 года типография газеты была ликвидирована по решению Тургайского областного съезда Советов.